# Джанін Белтон
Джанін Белтон (англ. Janine Belton, 23 листопада 1979) — британська плавчиня.
Учасниця Олімпійських Ігор 1996, 2000 років.
Чемпіонка світу з водних видів спорту 2001 року.